# Col de la Casse-Froide
Le col de la Casse-Froide est un col routier du Massif central, situé dans le département du Rhône. Son altitude est de 742 mètres.

## Géographie
Dans le Beaujolais, le col constitue un tripoint entre les communes de Claveisolles au sud-ouest, de Marchampt au sud-est et de Saint-Didier-sur-Beaujeu au nord. Il se situe en limite entre un environnement forestier au nord et un espace agricole ouvert au sud, constituant un carrefour avec la route départementale 129 qui le traverse, la route départementale 645 qui y aboutit ainsi que deux autres voies locales.

## Activités

### Randonnée
Le sentier de grande randonnée 76 passe à environ 500 m vers l'est.

### Cyclisme
Le col est sur le parcours de la 12e étape du Tour de France 2023, classé en 3e catégorie au Grand prix de la montagne. Le Français Guillaume Martin passe en tête.